# 김윤식 (1914년)
김윤식(1914년 11월 8일~1994년 12월 14일)은 대한민국의 정치인이다. 제5대 국회의원을 지냈다.

## 역대 선거 결과
|  | 18.49% |

|  | 19.76% |

|  | 0.91% |